# Pistoia (tỉnh)
Tỉnh Pistoia (tiếng Ý: Provincia di Pistoia) là một tỉnh ở vùng Tuscany củaÝ. Tỉnh lỵ là thành phố Pistoia. Tỉnh này có diện tích 965 km² và tổng dân số là 268.503 (2001). Có 22 đô thị ở trong tỉnh này (nguồn: Viện thống kê quốc gia Italia Istat, xem  Lưu trữ ngày 7 tháng 8 năm 2007 tại Wayback Machine).